# Канада (језик)
Канада (ಕನ್ನಡ – тр. Kannada) је јужноиндијски језик, који се углавном користи у савезној држави Карнатака. Припада породици дравидских језика. Са око 43 милиона говорника један је од 4 највећа језика јужне Индије. Ако се урачунају и они којима канада није први језик, број говорника достиже 57 милиона. Канада је један од 23 званично призната језика Индије. Канада је један од најстаријих дравидских језика, и има дугу литерарну традицију. Пороцењује се да је као посебан језик настао пре 2500 година. Први запис на језику канада је „Брамагири указ“ цара Ашоке из 230. године п. н. е. Пре нове ере, а и у првим вековима нове, језик канада је био у блиском контакту са грчким и римским територијама на западу. У неким старим грчким драмама, наилази се на канада речи и фразе.
Језик канада има богату флексију, са 3 рода (мушки, женски, неутрални) и два броја (једнина, множина). Језик је фонетски и има 49 фонема и графема (симбола у алфабету). Писани симболи су слични другим индијским писмима, т. ј. потиче од брами писма. Као и многи језици индијског потконтинента, канада језик је позајмио бројне речи из санскрита. Савремени речник садржи много позајмљеница из енглеског језика.
Канадски језик је написан помоћу канадског писма, које је настало из кадамбског писма из 5. века. Канада је епиграфски посведочена током око једног и по миленијума, а староканадска књижевност је процветала у династији Ганга у 6. веку и током династије Раштракута у 9. веку. Канада има непрекидну књижевну историју дугу више од хиљаду година. Канадска књижевност добила је 8 Џнанпитових награда, највише за било који дравидски језик и на другом је месту међу индијским језицима.
На основу препорука Комитета лингвистичких стручњака, који је именовало Министарство културе, индијска влада је канаду прогласила класичним језиком Индије. У јулу 2011. године, у оквиру Централног института за индијске језике у Мајсору, основан је центар за проучавање класичне канаде ради олакшавања истраживања везаних за језик.

## Развој
Канада је јужни дравидски језик и према научнику Санфорду Б. Стиверу, његова историја се може конвенционално поделити у три фазе: староканадски (Халеганнада) од 450–1200 године, средњеканадски (Надуганада) од 1200–1700 и модерни канада језик од 1700. до данас. На канаду је у великој мери утицао санскрит. Утицаји других језика, попут пракрита и палија, такође се могу наћи у канадском. Научник Ираватам Махадеван указао је на то да је канада већ била језик богате говорне традиције пре 3. века п. н. е. и да је на основу изворних канадских речи пронађених у натписима на пракриту тог периода, канаду морало говорити широко и стабилно становништво. Научник К. В. Наравана тврди да би многи племенски језици који су сада означени као канадски дијалекти могли бити ближи ранијој форми језика, са мањим утицајем других језика.

## Пример текста
Члан 1 Универзалне декларације о људским правима
```
ಸ್ವತಂತ್ರರಾಗಿಯೇ ಜನಿಸಿದ್ದಾರೆ. ಹಾಗೂ ಘನತೆ ಮತ್ತು ಹಕ್ಕು ಗಳಲ್ಲಿ ಸಮಾನರಾಗಿದ್ದರೆ. 
ವಿವೇಕ ಮತ್ತು ಅಂತಃಕರಣ ಗಳನ್ನು ಪಡೆದವರಾದ್ದರಿಂದ ಅವರು ಪರಸ್ಪರ ಸಹೋದರ ಭಾವದಿಂದ ವರ್ತಿಸಬೇಕು.

```